# SIMS
Secondary-ion mass spectrometry (SIMS) é uma técnica utilizada para analisar a composição de superfícies sólidas e filmes finos através da aplicação de sputtering na superfície da espécie com um feixe de íon primário, focalizado, coletando e analisando os íons secundários ejetados. A razão massa/carga destes íons secundários é medida com um espectrômetro de massas a fim de determinar as composições elemental, isotópica ou molecular da superfície em profundidades de 1 a 2 nm. Devido à grande variação nas probabilidades de ionização dos diversos materiais, a SIMS é geralmente considerada uma técnica qualitativa; quantificações são possíveis com o uso de referências. SIMS é a técnica de análise mais sensitiva à superfície, com limites de detecção de partes por milhão a partes por bilhão.

## Instrumentação

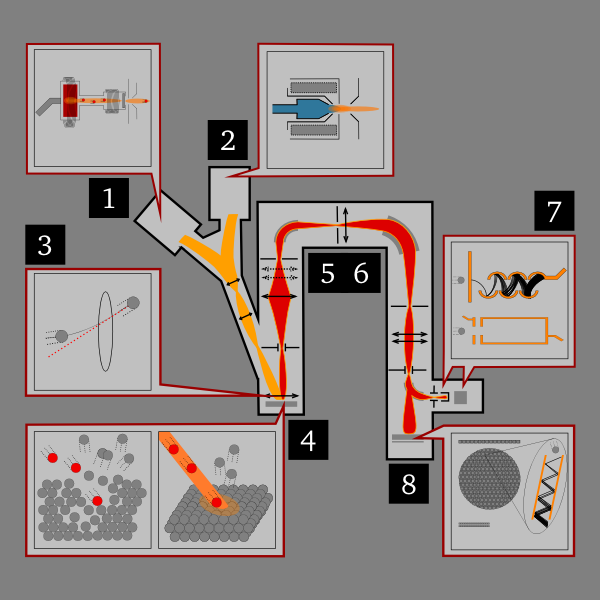
Representação de um instrumento de SIMS dinâmica. Íons de alta energia (usualmente vários keV) são fornecidos por uma pistola iônica (1 ou 2) e focados no amostra alvo (3), a qual ioniza e ejeta alguns átomos da superfície (4). Estes íons secundários são então coletados pelas lentes iônicas (5) e filtrados de acordo com suas massas atômicas (6), então projetados em um multiplicador de elétrons(7, topo), copo de Faraday (7, abaixo), ou tela CCD (8).

Um sistema consiste de {\displaystyle {\scriptstyle {\text{(1)}}}}uma pistola de íon primário gerando o feixe de íon primário, {\displaystyle {\scriptstyle {\text{(2)}}}}uma coluna de íon primário, acelerando e focalizando o feixe no substrato (e, em alguns instrumentos, uma oportunidade de separar as espécies iônicas primárias através de um filtro de Wien ou pulsando o feixe), {\displaystyle {\scriptstyle {\text{(3)}}}}câmara a alto vácuo abrigando o substrato e as lentes de extração do íon secundário, {\displaystyle {\scriptstyle {\text{(4)}}}}um analisador de massas separando os íons de acordo com suas razões massa/carga e {\displaystyle {\scriptstyle {\text{(5)}}}} um detector.

### Vácuo
SIMS requere alto vácuo, com pressões abaixo de {\displaystyle {\mathsf {10^{-4}\ Pa}}}(aproximadamente {\displaystyle {\mathsf {10^{-6}\ mbar}}}). Isso é necessário para certificar-se que íons secundários não colidam com gases de background no caminho para o detector (id est, o caminho livre médio de moléculas de gás dentro do detector deve ser grande, em comparação com o tamanho do instrumento), e também prevenir contaminação de superfície por adsorção de gases de background durante a medição.

### Fonte de íon primário
Três tipos de pistolas iônicas são empregadas. Em uma, íons de elementos gasosos são geralmente gerados com duoplasmatrons ou através de ionização eletrônica, por exemplo gases nobres ({\displaystyle {\ce {^{40}Ar^{+}}}}, {\displaystyle {\ce {Xe^+}}}), oxigênio ( {\displaystyle {\ce {^{16}O^{-}}}}, {\displaystyle {\ce {^{16}O^{+}2}}}, {\displaystyle {\ce {^{16}O^{-}2}}}), ou até mesmo moléculas ionizadas como {\displaystyle {\ce {SF5+}}}(gerado de {\displaystyle {\ce {SF6}}}) ou {\displaystyle {\ce {C60+}}}(fulereno). Este tipo de pistola iônica é simples de operar e gera feixes focalizados mas de alta corrente. Uma segunda fonte, a fonte de ionização superficial, gera íons primários de {\displaystyle {\ce {^133Cs+}}}. Átomos de Césio vaporizam através de uma ficha de tungstênio poroso e são ionizados durante a evaporação. Dependendo do design da pistola de íons um bom foco ou alta corrente podem ser obtidos. Um terceiro tipo de fonte, a liquid metal ion gun (LMIG), opera com metais ou ligas metálicas, os quais são líquidos a temperatura ambiente ou levemente acima. O metal líquido cobre uma ponta de tungstênio e emite íons sob influência de um intenso campo elétrico. Enquanto uma fonte de gálio pode operar com sua forma elemental, fontes de ouro, índio e bismuto, recentemente desenvolvidas, são operadas através do uso de ligas que diminuem seus pontos de ebulição. A LMIG fornece um estreito feixe focalizado ({\displaystyle {\mathsf {<50\ nm}}}) de intensidade moderada e é, adicionalmente, capaz de gerar curtos pulsos do feixe de íons. Ela é, portanto, comumente utilizada em dispositivos SIMS estáticos.
A escolha da espécie iônica e da pistola de íons, respectivamente, depende da corrente exigida (pulsada ou contínua), das dimensões exigidas do feixe de íon primário e do substrato que será analisado. Íons primários de oxigênio são frequentemente aplicados para investigar elementos eletropositivos devido a um aumento na probabilidade de geração de íons secundários positivos(cátions), enquanto que íons primários de césio são frequentemente aplicados quando elementos eletronegativos estão sendo investigados. Para curtos feixes pulsados em dispositivos SIMS estáticos, LMIGs são, com mais frequência, aplicados; elas podem ser combinadas com ambas pistola de oxigênio ou uma pistola de césio durante caracterização elemental em profundidade, com fonte de {\displaystyle {\ce {C60+}}} ou de cluster iônico gasoso durante a caracterização em profundidade.

### Analisador de massa
Depending on the SIMS type, there are three basic analyzers available: sector, quadrupole, and time-of-flight. A sector field mass spectrometer uses a combination of an electrostatic analyzer and a magnetic analyzer to separate the secondary ions by their mass-to-charge ratio. A quadrupole mass analyzer separates the masses by resonant electric fields, which allow only the selected masses to pass through. The time of flight mass analyzer separates the ions in a field-free drift path according to their velocity. Since all ions possess the same kinetic energy the velocity and therefore time of flight varies according to mass. It requires pulsed secondary ion generation using either a pulsed primary ion gun or a pulsed secondary ion extraction. It is the only analyzer type able to detect all generated secondary ions simultaneously, and is the standard analyzer for static SIMS instruments.

### Detector
O copo de Faraday mede a corrente iônica atingindo o copo metálico e é, algumas vezes, utilizado para sinais de alta corrente de íons secundários. Com um multiplicador de elétrons o impacto de um único íon inicia um "efeito cascata", resultando em um pulso de {\displaystyle 10^{8}}elétrons que são registrados diretamente. Uma placa detectora de microcanal é similar a um multiplicador de elétrons, com menor fator de multiplicação mas com a vantagem de detecção lateralmente resolvida. Usualmente é combinado com uma tela fluorescente e sinais são registrados com uma câmera CCD ou com um detector fluorescente.

## Limites de detecção e degradação do substrato
Limites de detecção para a maior parte dos elementos de traços estão entre {\displaystyle {\mathsf {10^{12}}}}e {\displaystyle {\mathsf {10^{16}}}}átomos por {\displaystyle {\mathsf {cm^{3}}}}, dependendo do tipo de instrumentação utilizada, do feixe de íon primário e da área analítica, entre outros fatores. Substratos/amostras pequenas como grãos de pólen individuais e microfósseis podem oferecer resultados por esta técnica.
A quantidade de superfície exposta criada pela sputtering no processo depende da corrente (pulsada ou contínua) e das dimensões do feixe de íon primário. Enquanto apenas íons secundários carregados emitidos da superfície do material através do processo de sputtering são usados para analisar a composição química do material, esses representam uma pequena fração das partículas emitidas da amostra.

## Modos estático e dinâmico
No campo de análise de superfície é usual distinguir a SIMS estática da SIMS dinâmica. SIMS estática é o processo envolvido na análise da monocamada atômica superficial, ou análise molecular de superfície, geralmente com um feixe iônico pulsado e um espectrômetro de massa time of flight, enquanto que a SIMS dinâmica é o processo envolvido na análise do bulk, semelhante ao sputtering, utilizando um feixe de íon primário DC e um sector magnético ou um espectrômetro de massa quadrupolo.

## Aplicações
O instrumento COSIMA a bordo de Rosetta será o primeiro instrumento a determinar a composição de poeira cometária in situ com a técnica em 2014.
SIMS é utilizada para propósitos de asseguração de qualidade na indústria de semicondutores e para a caracterização de amostras naturais neste planeta e em outros. Mais recentemente, esta técnica está sendo aplicada em forênsica nuclear.